# Адреналин 2: Высокое напряжение
«Адреналин: Высокое напряжение» (англ. Crank: High Voltage) — американский комедийный боевик, снятый режиссёрами Марком Невелдайном и Брайаном Тейлором как продолжение фильма «Адреналин» 2006 года. Мировая премьера фильма состоялась — 16 апреля 2009 года.

## Сюжет
Чев Челиос приземляется посреди перекрестка после падения из вертолета. Гангстеры забирают его с улицы и увозят с места происшествия. Три месяца спустя Чев приходит в себя во временной больнице и видит, как врачи удаляют его сердце, а Джонни Вэнг наблюдает за этим. Врачи вставляют Чеву в грудь искусственное сердце. Позже он приходит в себя и убегает, заметив, что к нему прикреплен внешний аккумулятор. Допрашивая бандита, он узнает местонахождение Джонни Вэнга: социальный клуб «Сайпресс».
Чев звонит Доку Майлзу, который сообщает, что ему установили искусственное сердце AbioCor. Также Майлз сообщает Чеву, что как только разрядится внешний аккумулятор, включится внутренний, и у него будет 60 минут, прежде чем оно перестанет работать. Чев разбивает свою машину, повредив внешний аккумулятор. Получив указания от водителя, Чев просит его использовать соединительные кабели, чтобы зарядить внутренний аккумулятор. В клубе Чев теряет Вэнга, но встречает проститутку по имени Риа, которая отправляет его в стриптиз-клуб, где скрывается Вэнг. В клубе Чев находит Еву, которая теперь работает стриптизершей. Группа мексиканских гангстеров во главе с Чико отправляется на поиски Чева. После перестрелки Чев узнает, что гангстер по имени Эль Хурон (Хорек) хочет убить его, но он не понимает почему.
Чев угоняет полицейскую машину вместе с Евой и еще одной стриптизершей. Стриптизерша говорит Чеву, что ему следует поискать Джонни Вэнга на ипподроме в Голливудском парке. По пути Чев встречает Венеру, брата погибшего напарника Чева Кайло. Желая получить его помощь, Чев рассказывает Венере, что Эль Хурон причастен к смерти его брата. На ипподроме Чев снова начинает терять энергию. Док Майлз сообщает ему, что из-за трения статическое электричество заряжает внутреннюю батарею. Ева приезжает и занимается сексом с Чевом на ипподроме, что вызывает достаточно трения, чтобы зарядить сердце. Чев замечает Вэнга и оставляет Еву позади. Вэнг убегает, а Чева вот-вот схватит охрана, когда Дон Ким забирает его на лимузине. Он сообщает Чеву, что в Триадах есть выдающийся лидер по имени Пун Дон, который нуждался в пересадке сердца и выбрал сердце Чева вместо своего. Чев убивает Дона Кима и его приспешников, узнав, что Дон Ким хотел отдать его Пун Дону за вознаграждение. Тем временем Венера звонит Орландо, чтобы помочь выследить Эль Хурона.
Во время поисков Вэнга Чев садится в машину скорой помощи и крадет батарейку для своего искусственного сердца. Он выходит из машины скорой помощи, увидев Джонни Вэнга на улице, и завязывается перестрелка, прежде чем Чев усмиряет Вэнга. Чев узнает, что его сердце уже было пересажено Пун Дону. Джонни Ванг застрелен Чико, когда Чев задает ему вопросы, и Чев теряет сознание. Док Майлз использует свою секретаршу, Темную шоколадку, чтобы заманить Пун Дона в свою квартиру, убить его и забрать сердце Чева.
Чева доставляют на остров Каталина, где его ждет Эль Хурон. Выясняется, что Эль Гурон - брат Рики и Алекса Вероны, которых убил Челиос. Эль Хурон также рассказывает, что голову Рики Вероны, плавающую в стеклянном резервуаре, искусственно поддерживают в живом состоянии достаточно долго, чтобы увидеть, как Эль Хурон забтет Челиоса до смерти. Орландо, Венера и Риа внезапно прибывают с подкреплением, и завязывается перестрелка, в результате которой погибает большинство приспешников Эль Хурона и разбивается стеклянный резервуар. В суматохе Чев хватает голову Рики, которая теперь задыхается, и бросает ее в бассейн. Когда он начинает замедляться, Чев взбирается на ближайший электрический столб и хватается за клеммы высоковольтного трансформатора, чтобы подзарядиться, его поджигает мощный ток и сносит со столба. Все еще охваченный пламенем, Чев возвращается на полной мощности и забивает Эль Хурона до смерти. Из-за галлюцинации, вызванной электрическими разрядами, он видит Риа в образе Евы и целует ее, непреднамеренно поджигая. Чев подходит к камере и, все еще пылая, показывает зрителям средний палец.
Во время титров Док Майлз заменяет сердце Чева. Глаза Чева открываются, и кардиомонитор показывает нормальную активность.

## В ролях
- Джейсон Стейтем — Чев Челиос
- Билли Унгер — Челиос, молодой
- Эми Смарт — Ева
- Дуайт Йокам — Доктор Майлс
- Эфрен Рамирес — Венера
- Джуланн Чиди Хилл — Темная шоколадка
- Хосе Пабло Кантильо — Рики Верона
- Рино Уилсон — Орландо
- Кион Янг — Дон Ким
- Арт Хсю — Джонни Вэнг
- Джозеф Джулиан Сория — Чико
- Бай Лин — Риа
- Клифтон Коллинз-младший — Эль Хурон
- Дэвид Кэррадайн — Пун Дон
- Кори Хэйм — Ренди
- Джери Халлиуэлл — Карен Челиос
- Джон де Ланси — Фиш Халмен
- Хо-Кван Тсе — китайский доктор 1
- Гален Юэнь — китайский доктор 2
- Шу Лан Туан — азиатская медсестра
- Сету Таасе — Шот Гун
- Генри Хаяши — Лонг Бич
- Наджа Микс — Сиерра
- Энн Джирард — Невада
- Йева-Женеьев Лавлински — Пепер
- Джейми Харрис — ведущий ток-шоу
- Честер Беннингтон — парень в Голливудском парке

## Саундтрек
| №   | Название                  | Длительность |
| --- | ------------------------- | ------------ |
| 1.  | «Kickin'»                 | 1:32         |
| 2.  | «Chelios»                 | 2:34         |
| 3.  | «Sweet Cream (Redux)»     | 2:35         |
| 4.  | «Organ Donor»             | 2:10         |
| 5.  | «Chickenscratch»          | 1:36         |
| 6.  | «Tourettes Romance»       | 1:29         |
| 7.  | «Doc Miles»               | 1:03         |
| 8.  | «El Huron»                | 2:02         |
| 9.  | «Tourettes Breakdance»    | 2:23         |
| 10. | «Juice Me»                | 1:12         |
| 11. | «Hallucination»           | 0:54         |
| 12. | «Porn Strike»             | 1:01         |
| 13. | «Surgery»                 | 2:48         |
| 14. | «Social Club»             | 1:30         |
| 15. | «Chocolate Theme»         | 1:12         |
| 16. | «Ball Torture»            | 0:51         |
| 17. | «Chevzilla»               | 2:13         |
| 18. | «The Hammer Drops»        | 2:13         |
| 19. | «Triad Limo»              | 3:09         |
| 20. | «Shock & Shootout»        | 2:44         |
| 21. | «Pixelvision»             | 1:43         |
| 22. | «Spring Loaded»           | 2:16         |
| 23. | «Verona»                  | 1:18         |
| 24. | «Car Park Throwdown»      | 1:39         |
| 25. | «Noticias»                | 0:15         |
| 26. | «Catalina Island»         | 1:17         |
| 27. | «Supercharged»            | 0:51         |
| 28. | «Massage Parlor»          | 1:18         |
| 29. | «Full Body Tourettes»     | 0:26         |
| 30. | «Epilogue - In My Dreams» | 4:15         |
| 31. | «Friction»                | 0:56         |
| 32. | «Epiphany»                | 1:19         |

В фильме звучат следующие композиции:
1. Love and Hate — «Unmei»
2. REO Speedwagon — «Keep On Loving You»
3. Billy Squier — «The Stroke»
4. Dickheadz — «Suck My Dick»
5. T.S.O.L. — «Fuck You Tough Guy»
6. Marshall Tucker Band — «Heard It In A Love Song»
7. Trace Adkins — «Honky Tonk Badonkadonk»
8. Klaus Hallen — «Fruhlingsstimmen»
9. Little Anthony & The Imperials — «Tears On My Pillow»

В официальных трейлерах фильма звучат следующие композиции:
1. Linkin Park — «Given Up»

## Производство
Фильм был снят на полупрофессиональные видеокамеры формата Full HD Canon HF10 и XH-A1.

## Критика
Критик Hollywood Reporter Фрэнк Шек сказал, что фильм «следует той же формуле, что и первый, с одним отличием: им удалось поднять действие и пошлость выше безумных высот оригинала». Некоторые критики были недовольны отношением к меньшинствам в фильме. Жаннет Катсулис из The New York Times сказала, что фильм «яростно оскорбляет мексиканцев, азиатов, женщин и инвалидов с равной радостью».

## Прокат
Фильм собрал 13 684 249 долларов в прокате в США и 20 888 292 долларов в международном прокате.
Фильм был снят с показа во всех кинотеатрах Белоруссии из-за большого количества «сцен недопустимо фривольного юмора и сцен визуальной жестокости».